# 義鼻
義鼻（ぎび）は、外鼻が萎縮して嗅覚を失った場合や、外鼻を失った場合に鼻孔の形状を正常な状態に保つ目的で用いられる、人工の外鼻である。
類似の用語で「人工鼻」があるが、人工鼻は一般に医療の現場で用いられる医療機器で、患者の呼気の熱と水分を利用して吸気ガスを加温加湿する装置を指す。